# Novantinoe solisi
Novantinoe solisi är en skalbaggsart som beskrevs av Santos-silva och Hovore 2007. Novantinoe solisi ingår i släktet Novantinoe och familjen långhorningar.
Artens utbredningsområde är Costa Rica. Inga underarter finns listade i Catalogue of Life.